# Anna III av Stolberg
Anna III av Stolberg (tyska: Anna III. zu Stolberg), född 3 april 1565 i Stolberg i Stolberg-Stolberg, död 12 maj 1601 i Quedlinburg i Quedlinburg, var en tysk abbedissa och tysk-romersk furstinna som regerande den självstyrande klosterstaten Quedlinburgs stift.
Anna försvarade Quedlinburgs politiska oberoende mot Sachsen genom en allians med kejsaren. Hon fick Anna Margareta utnämnd till sin koadjutor och efterträdare trots motstånd från Fredrik Vilhelm I, men efter hennes död lyckades han ändå tillsätta sin syster som hennes efterträdare.